# Xã Prairie Creek, Quận Dubuque, Iowa
Xã Prairie Creek (tiếng Anh: Prairie Creek Township) là một xã thuộc quận Dubuque, tiểu bang Iowa, Hoa Kỳ. Năm 2010, dân số của xã này là 613 người.